# Mujeres en deportes de motor

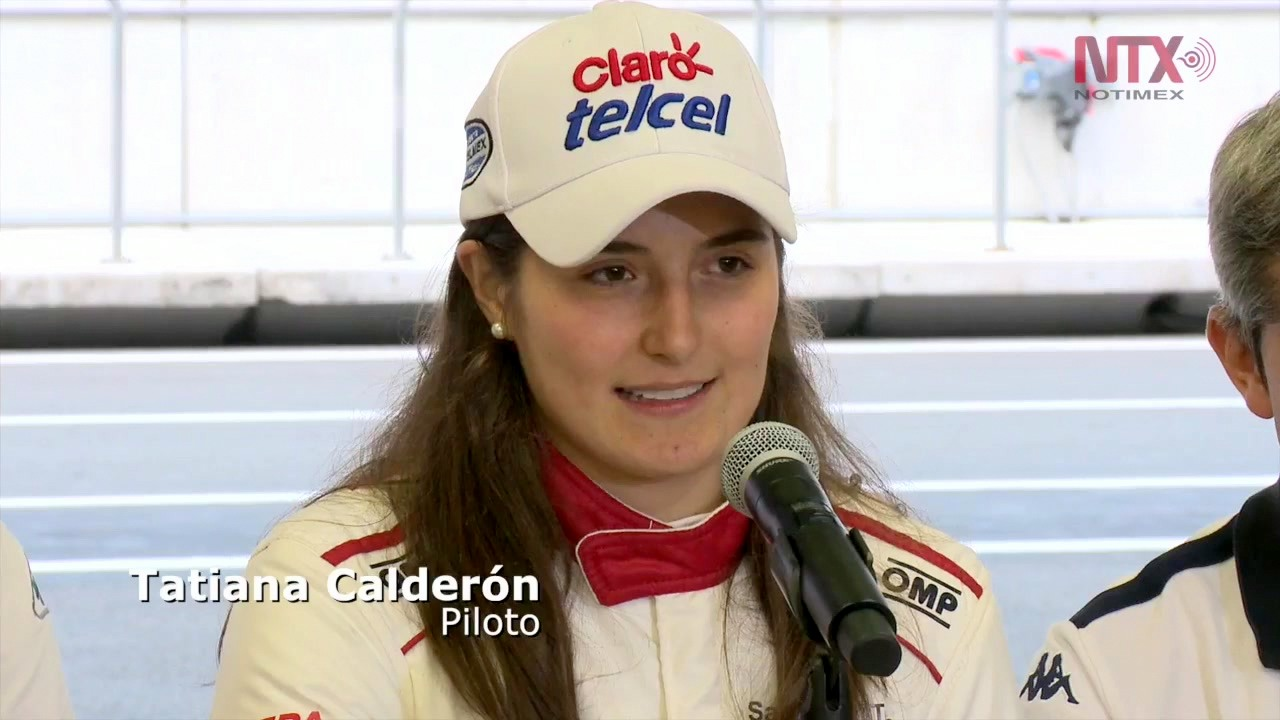
Tatiana Calderón, primera latina en pilotar un Fórmula 1

Los deportes de motor han sido considerados históricamente como "poco femeninos" y conserva una imagen de deporte masculino muy arraigada, por lo que la presencia de mujeres como pilotos, integrantes de equipos y dirigentes ha sido siempre mucho menor a la de varones. Para algunos hombres, ser superados por una mujer sigue siendo una deshonra,[cita requerida] por lo que las mujeres pueden recibir manifestaciones de desprecio y mofa, lo cual las desincentiva a ingresar y permanecer en ese ambiente. Incluso en la década de 2000, la cantidad de pilotos femeninos en las principales categorías de automovilismo y motociclismo había sido muy escasa. No obstante, la mayor presencia de pilotos femeninos dentro del karting, la disciplina de entrada al deporte al menos en lo referente al automovilismo de velocidad y la mayor cobertura periodística a figuras femeninas, hicieron que la cantidad de pilotos femeninos creciera en los años 2010.
Que los deportes de motor se consideraran masculinos tiene varias explicaciones. Una de ellas es que construir y operar vehículos fue en sus inicios una tarea sucia y, por lo tanto, mal vista en mujeres. Otra es que el deporte es muy costoso y la cantidad de mujeres con capacidad y deseo de gastar sus fortunas en competir era mucho menor que la de los hombres. También los padres de familia preferían dedicar su dinero a sus hijos varones, sumado a que el deporte es muy arriesgado y los padres evitaban que sus hijas pusieran su vida en peligro. Para fomentar la participación de las mujeres en el automovilismo, varias competiciones han creado clasificaciones y galardones específicos para las mujeres y, en algunos casos, campeonatos promocionales solo para mujeres, generalmente monomarca.
Sobre todo en carreras motorizadas, varones y mujeres pueden competir en igualdad de condiciones en los deportes de motor, al igual que en la hípica y la náutica, a diferencia de numerosos deportes. Las diferencias biológicas entre ambos sexos son matizadas por el hecho de que la fuerza motriz de los vehículos es un motor, ya que los pilotos deben esencialmente maniobrar, accionar el acelerador y el freno, lo cual requiere sobre todo coordinación visual motriz y reflejos más que fuerza pura. La ventaja de peso de las mujeres se neutraliza fácilmente reglamentando que el peso mínimo de los vehículos se mide con piloto incluido.
La primera mujer de la que se tienen registros de haber competido en una carrera motorizada fue la francesa Hélène van Zuylen, quien completó la carrera París-Ámsterdam-París en 1898. La segunda mujer piloto fue Camille du Gast, quien participó en la carrera París-Berlín de 1901 a bordo de un Panhard-Levassor de 20 CV. Sin embargo, es a la británica Dorothy Levitt a quien se menciona como pionera por ser la primera piloto en ganar una competencia automovilística en 1903 y por ser la primera piloto de un equipo oficial en 1904 para la prueba de las mil millas de Hereford (Hereford 1000 Mile Trial), en Inglaterra. Adicionalmente, ostentó récords mundiales de conducción y velocidad para mujeres y ganó varias competiciones de automovilismo y motonáutica. Fue activista de los derechos de la mujer para conducir, escritora y periodista. El primer registro que se tiene de usar un espejo retrovisor en un vehículo motorizado es del libro The Woman and the Car: A Chatty Little Hand Book for Women Who Motor or Want to Motor escrito por ella y publicado en 1909.

## Monoplazas

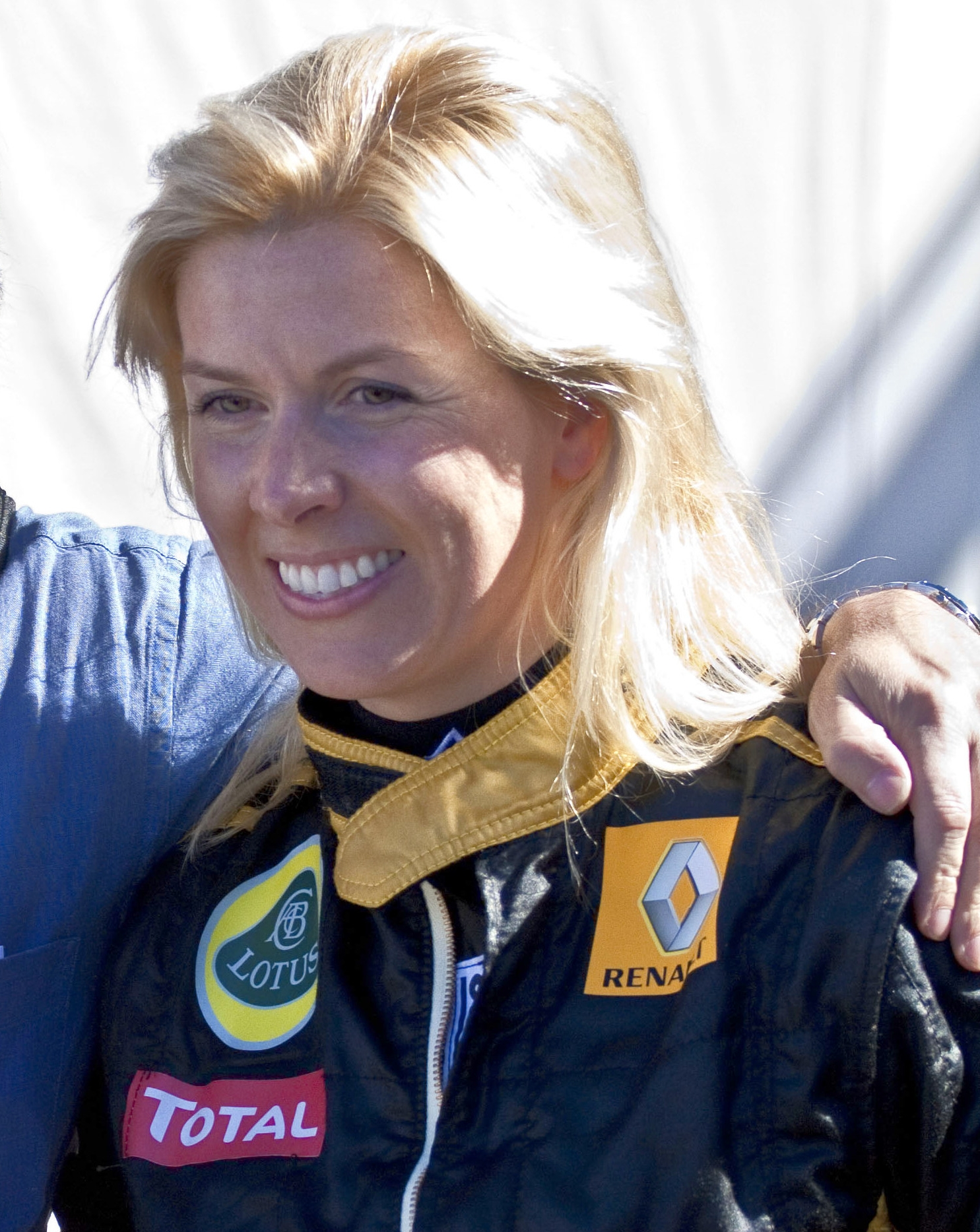
María de Villota en 2011.

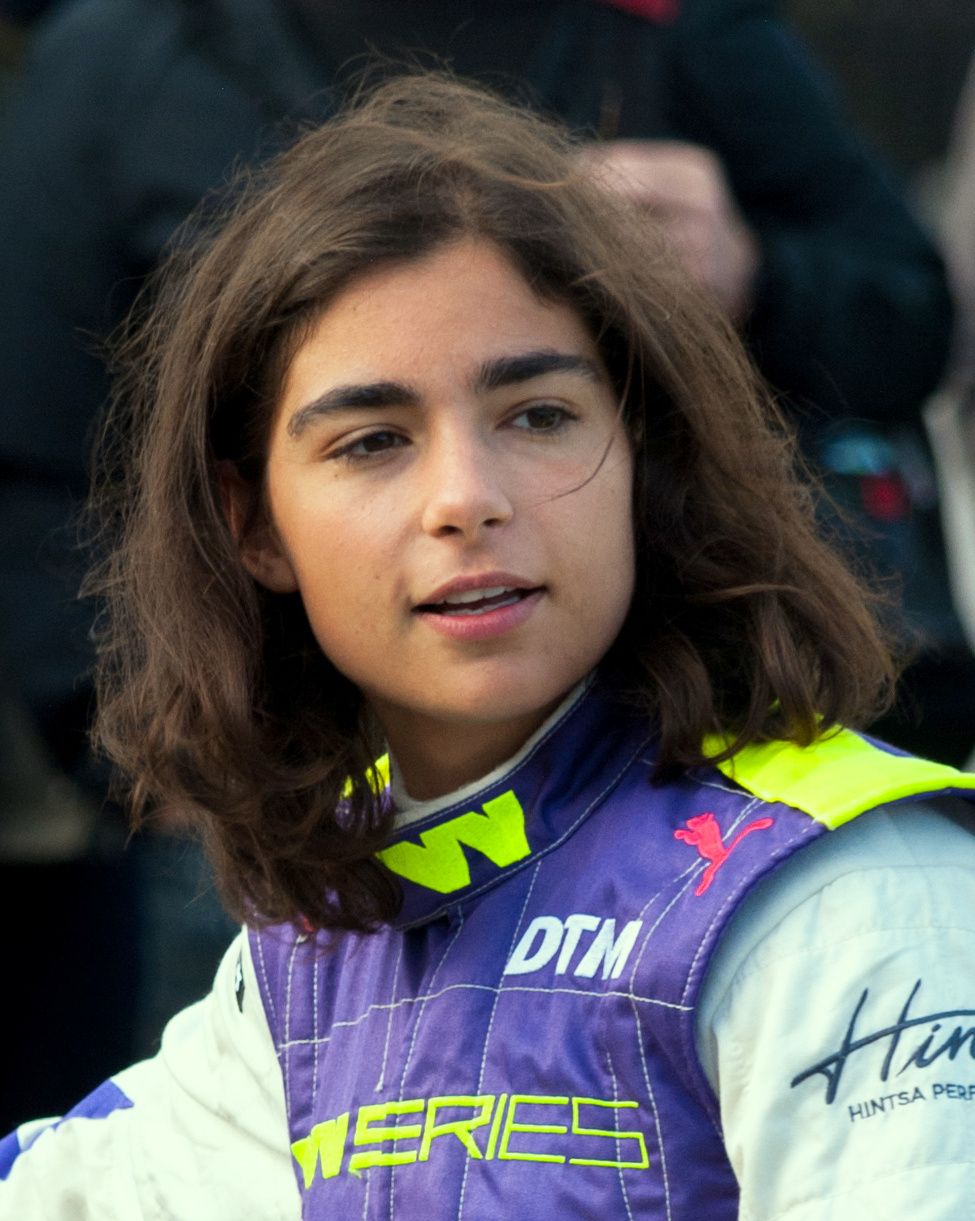
La británica Jamie Laura Chadwick es tricampeona de la W Series, un campeonato exclusivo para mujeres.

De los más de 800 pilotos que han competido en Fórmula 1, únicamente cinco han sido mujeres: las italianas Maria Teresa de Filippis (1958-1959), Lella Lombardi (1974-1976) y Giovanna Amati (1992), la británica Divina Galica (1976 y 1978) y la sudafricana Desiré Wilson (1980). Totalizan 29 inscripciones y 15 carreras largadas. Solamente las dos primeras clasificaron a carreras y, la única que finalizó una carrera en zona de puntos, fue Lombardi, quien finalizó sexta en el Gran Premio de España de 1975 y consiguió medio punto. En 2012, la española María de Villota y la británica Susie Wolff se convirtieron en pilotos de pruebas de Fórmula 1.
En las décadas de 1990 y 2000, pocas mujeres compitieron en categorías europeas de monoplazas encima de la Fórmula 3. Una de ellas fue De Villota, que participó en la Superleague Formula.
En Estados Unidos, nueve mujeres han conseguido clasificar a las 500 Millas de Indianápolis: las estadounidenses Lyn St. James (9ª en la edición 1978), Janet Guthrie (11.ª en 1992), Sarah Fisher y Danica Patrick (3ª en 2009 y 4ª en 2005), la suiza Simona de Silvestro, las británicas Pippa Mann y Katherine Legge, la venezolana Milka Duno y la brasileña Ana Beatriz Figueiredo. Todas ellas corrieron en otras carreras del Campeonato Nacional del USAC, la serie CART y la IndyCar Series, con diversos resultados. Patrick es la única que ganó una carrera, las 300 Millas de Japón de 2008; también sumó varios podios y resultó quinta en la temporada 2009 de la IndyCar, sexta en 2008 y séptima en 2007. Guthrie resultó quinta en una fecha del USAC en 1979. Fisher llegó segunda en una carrera de la IndyCar en 2003 y tercera en una de 2001. De Silvestro obtuvo un segundo puesto en 2013. De Silvestro, Legge y Figueiredo se destacaron en categorías promocionales, obteniendo el tercer puesto: las dos primeras concluyeron terceras en la Fórmula Atlantic y la restante fue tercera en la Indy Lights.
En 2019 se lanzó la W Series, un campeonato internacional para pilotos femeninas con monoplazas de Fórmula Regional. Jamie Chadwick obtuvo los dos primeros títulos.
En Argentina María de los Ángeles Hanhcik a sus 15 años de edad ganó el título de Campeona Argentina de karting en el año 1979 atendida por su padre José Hanhcik y su hermano Daniel. El título lo logró en la categoría Junior. Luego continuó su carrera en la copa de damas, luego en la Fiat Tico donde también logró llevarse el campeonato y concluyó su carrera en el Turismo Nacional C3 donde hoy en día conduce el auto de seguridad. En 1999, Ianina Zanazzi se convirtió  en la primera mujer en obtener un triunfo en fórmulas argentinas, lográndolo en la Fórmula Súper Renault Argentina en Río Cuarto.
En Chile Shantal Kazazian con 18 años y 3 meses, se convirtió hasta el momento en la única mujer en ser campeona de monoplazas cuando en 1991 se hizo del título en la Fórmula cuatro promocional con un récord de 8 triunfos en 12 fechas. También hay que destacar la labor de Francisca Cortes, quien en 1991 terminó en tercer lugar y en 1992 con el subcampeonato.

## Turismos, gran turismos y sport prototipos

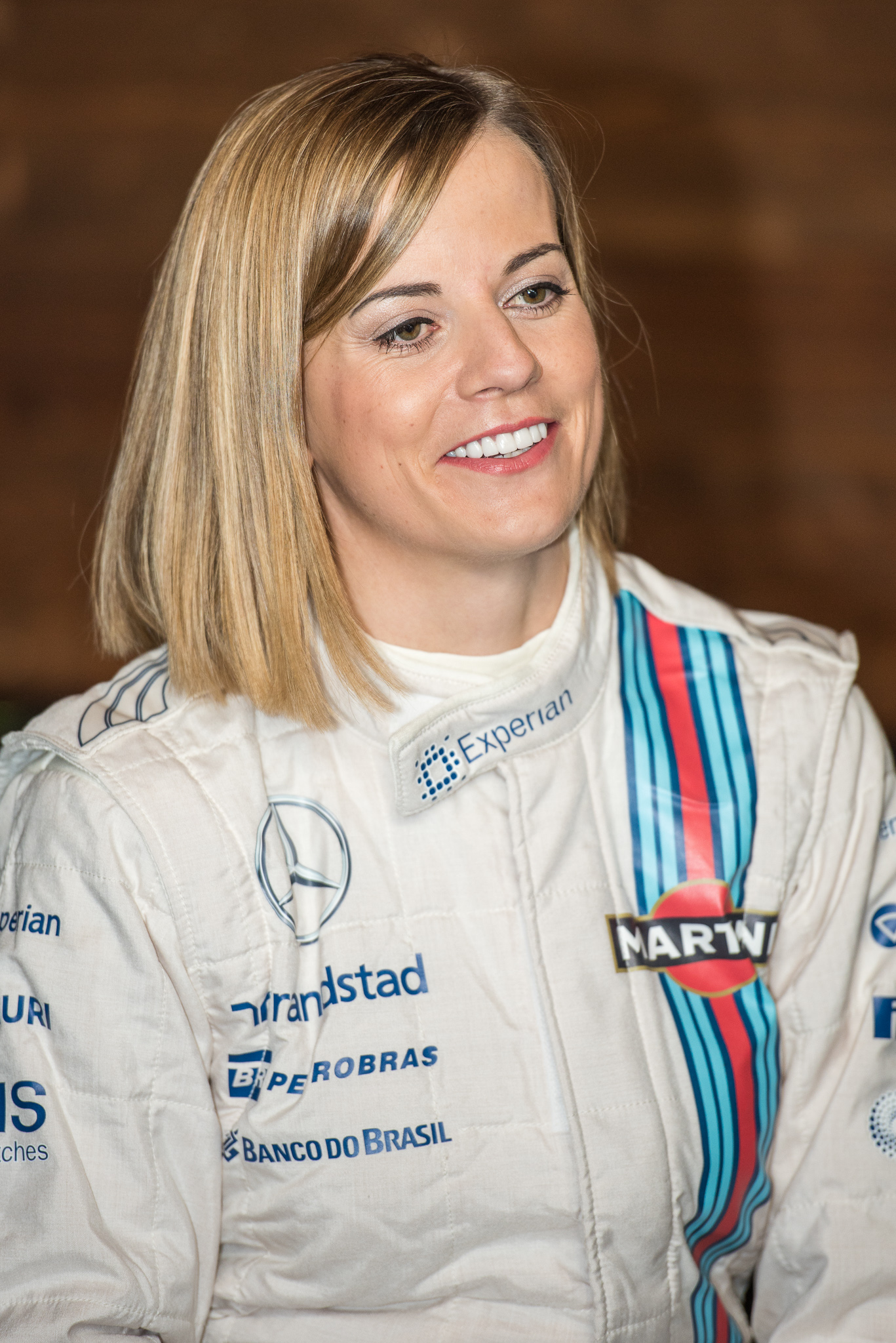
Susie Wolff en el Hockenheimring durante la temporada 2014 de la DTM.

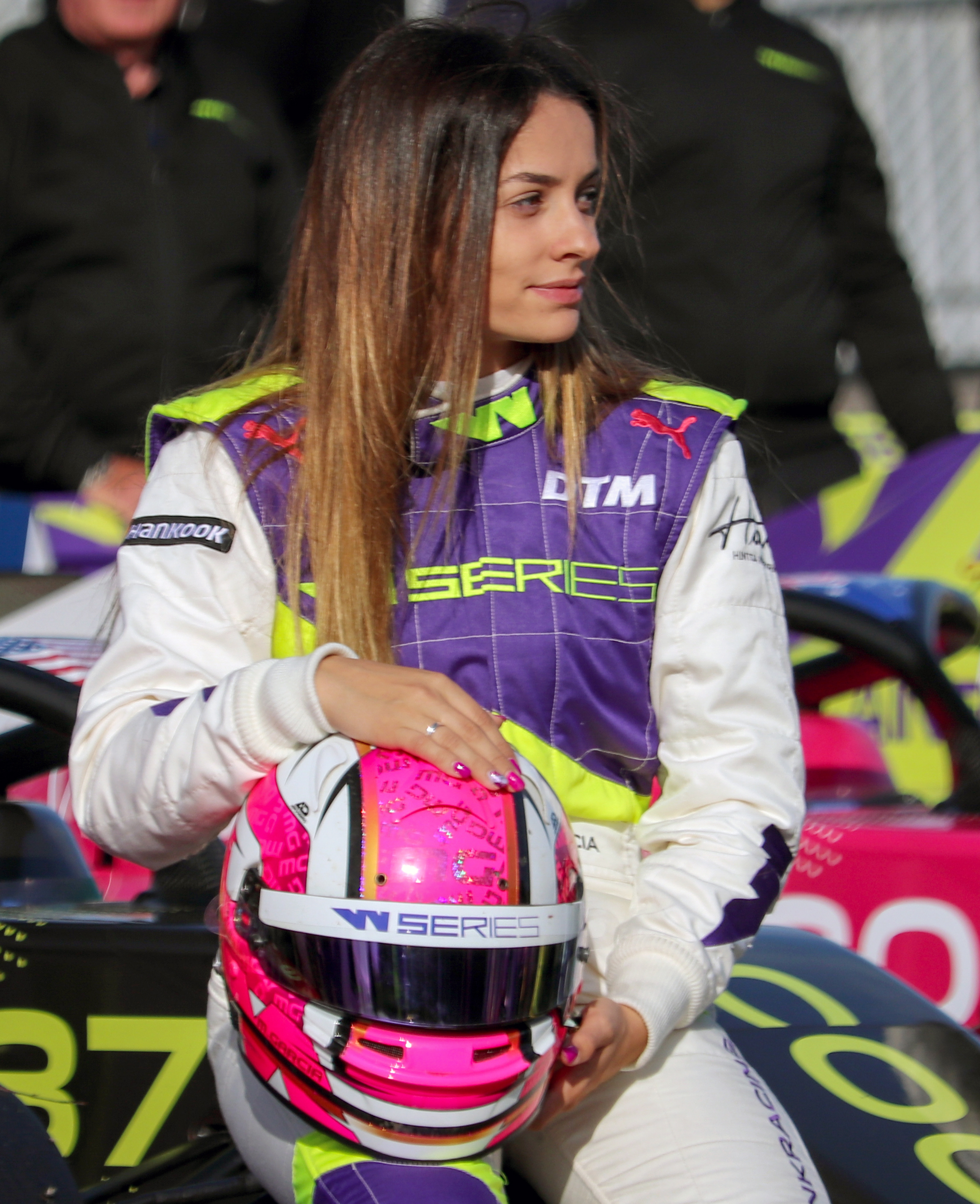
La española Marta García López en Brands Hatch, durante la ronda 14 de la W Series de 2019.

Gloria Castresana fue la primera y única mujer que participó como piloto de coches en las jornadas de inauguración del circuito permanente del Jarama, del Real Automóvil Club de España, el 1 de julio de 1967, donde, además de la primera carrera de Fórmula 2 se celebró la carrera reservada a vehículos de turismo, correspondiente al Gran Premio de Madrid, Gloria participó en la carrera de turismos, con un Mini Cooper 1300S.
Desde 2006 hasta 2012, el Deutsche Tourenwagen Masters se empeñó en poner en pista a al menos una mujer por marca. Así, las británicas Legge y Susie Wolff, la suiza Rahel Frey y la belga Vanina Ickx participaron en la categoría. La única que sumó puntos fue Stoddart, quien llegó séptima en dos carreras en 2010 y terminó 13.ª en el campeonato. Otra categoría internacional que tuvo a varias pilotos mujeres es el Campeonato Mundial de GT1, donde compitieron Frey, Ickx y las suizas Natacha Gachnang y Cyndie Allemann.
Dos de las pilotos de resistencia más exitosas ha sido las ya mencionadas Desiré Wilson y Milka Duno. Wilson ganó dos carreras del Campeonato Mundial de Resistencia de 1980: los 1000 km de Nürburgring y los 1000 km de Silverstone. Duno consiguió tres victorias en la Grand-Am Rolex Sports Car Series, incluyendo un segundo lugar en las 24 Horas de Daytona, terminó sexta en la temporada 2004 en la clase principal de esa categoría, Prototipos de Daytona, obtuvo dos victorias de clase en Petit Le Mans en 2001 y 2004 y fue subcampeona de la clase LMP675 de la American Le Mans Series en 2001. Por su parte, la estadounidense Liz Halliday fue subcampeona de la clase LMP2 de la American Le Mans Series en 2006 con tres triunfos; y sexta en 2005 con tres triunfos, uno de ellos en Petit Le Mans; en las 12 Horas de Sebring de 2006 finalizó segunda absoluta. En tanto, la danesa Christina Nielsen fue campeona de la clase GT Daytona del IMSA SportsCar Championship en 2016 y 2017, logrando además una victoria de clase en las 12 Horas de Sebring de 2016.
Las alemanas Claudia Hürtgen y Sabine Schmitz también triunfaron en resistencia. Hürtgen ganó el Campeonato de Nürburgring de Resistencia de la VLN de 2005 y obtuvo victorias de clase en las 24 Horas de Daytona y el Campeonato FIA GT en 1997 y en la American Le Mans Series en 2002; además ganó varios títulos menores de turismos. Schmitz ganó la VLN en 1998, venció en las 24 Horas de Nürburgring de 1996 y 1997 y fue tercera en 2008. Otra piloto de turismos alemana es Ellen Lohr, quien ganó una fecha del Deutsche Tourenwagen Meisterschaft en 1992.
Por su parte, la italiana Tamara Vidali fue sexta en el Campeonato Italiano de Turismos 1993, séptima en el Campeonato Alemán de Superturismos 1996 y subcampeona de la Superstars Series 2006.
Más de 50 mujeres participaron como pilotos en las 24 Horas de Le Mans. Ninguna logró un podio absoluto, aunque diez obtuvieron victorias de clase. Odette Siko y Marguerite Mareuse fueron las primeras, quienes llegaron séptimas en 1930 al volante de un Bugatti Type 40. Siko llegó cuarta en la edición 1932, récord que aún no fue superado. Anne-Charlotte Verney es la mujer con más participaciones, 10 desde 1974 hasta 1983, resultando sexta absoluta en 1981, primera en la clase GT 3.0 en 1978. Al igual que Siko y Mareuse, Wilson llegó séptima en 1983 e Ickx hizo lo mismo en 2011. Hubo 22 equipos compuestos únicamente por mujeres: tres de ellos obtuvieron victorias de clase en 1974 y 1975; el más reciente fue en 2010, con Gachnang, Frey y Cyndie Allemann compartiendo un Ford GT de Matech. Lilian Bryner finalizó segunda en la clase GT2 y novena absoluta de las 24 Horas de Le Mans y además obtuvo la victoria absoluta en las 24 Horas de Spa de 2004. Balba Camino ha sido la primera mujer española en preparar las 24 Horas de Le Mans.
El equipo Richard Mille Racing se convirtió en 2021 en el primer equipo en presentar una alineación totalmente femenina en la parrilla de prototipos de la carrera francesa desde que en 1991 sucedió lo mismo cuando Lyn St. James, Desire Wilson y Cathy Muller compartieron un Spice SE90C. El año anterior, dos equipos íntegramente femenino participaron en las 24 Horas de Le Mans por primera vez desde la década de 1970.
La primera piloto en el Turismo Carretera fue Delia Borges, quien corrió en 1951. Luego la siguió Dora Bavio en 1966 y Marisa Panagopulos en 1996.

## Rally y rally raid

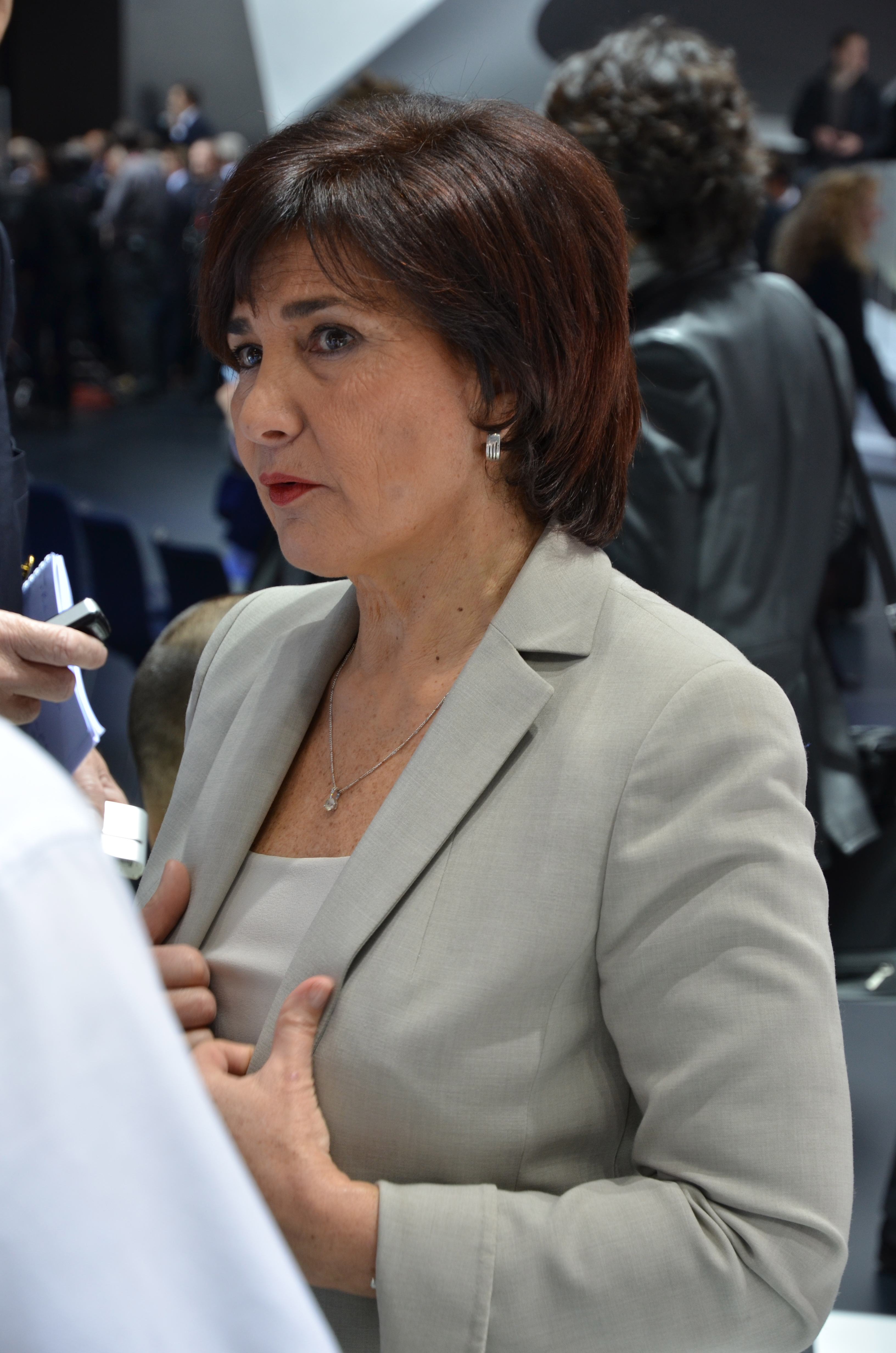
Michèle Mouton en 2011.

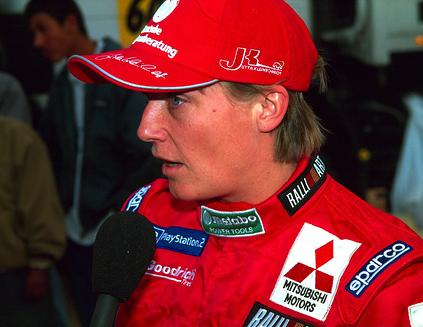
Jutta Kleinschmidt, ganadora del Rally Dakar de 2001.

Los rallies son la rama del automovilismo con mayor presencia femenina; sin embargo, su participación todavía escasa se debe principalmente al poco apoyo recibido por parte de sus familias y de los patrocinadores,
aunque la competición de rallies favorezca la presencia de mujeres pilotos al no existir una confrontación directa entre los participantes, como ocurre en las competencias de circuitos; así mismo, facilita la selección de su participación en este deporte como piloto o como copiloto.
En la década de los 50 destacó la actriz Jacqueline Evans, quien fue la primera mujer en participar en la Carrera Panamericana y la única en hacerlo en todas las ediciones de la primera etapa de la misma.
En la misma década y en la siguiente destacó la británica Pat Moss, hermana del piloto de Fórmula 1 Stirling Moss, quien corrió los equipos oficiales BMC, Ford y Lancia. Ganó tres carreras internacionales de rally y cinco veces el Campeonato Europeo de Rally de Damas. Ganó la Lieja-Roma-Lieja de 1960, el Rally Tulip y el Rally de Alemania de 1962. Además, finalizó en la segunda posición en el Rally de San Remo de 1964; y en el Rally RAC y el Rally de los Alpes de 1960; en 1965 finalizó en la tercera posición de los rallies Acrópolis, de Polonia y de Monte Carlo.
En los años 1960 destacaron la belga Christine Beckers, quien ganó el campeonato de su país, las suecas Ewy Rosqvist y Ursula Wirth, ganadoras absolutas del Gran Premio Argentino de Turismo Standard 1962, y las francesas Marie-Claude Beaumont, Claudine Trauttman y Claudine Bouhet, quien primero corrió rallies como copiloto y posteriormente como piloto. En la década de los 80 destacaron la italiana Antonella Mandelli, la alemana Isolde Holderied, subcampeona del mundo de grupo N, la británica Louise Aitken-Walker, decimoprimera en el Rally de Monte Carlo de 1990, la sueca Pernilla Walfridson, las finlandesas Mina Sillankorva y Eija Jurvanen y la francesa Christine Driano.
En la misma década destacó la francesa Michèle Mouton, quien participó en el Campeonato Mundial de Rally y es considerada la mejor piloto en la historia de la especialidad. Fichó por Audi en 1980, pilotando un Audi Quattro. En 1981 ganó el Rally de San Remo. Un año más tarde ganó el Rally Acrópolis, el Rally de Portugal y el Rally de Brasil, lo que le llevó a ser subcampeona del mundo esa misma temporada. En 1986 ganó el Campeonato de Alemania con un Peugeot 205 T16 y es la primera mujer en ganar la carrera de montaña conocida como Pikes Peak International Hill Climb, al alcanzar el triunfo en 1984. Se retiró en 1986 y desde entonces gestiona la Carrera de Campeones.
Molly Taylor ganó el Campeonato Australiano de Rally 2016 en la clase mayor.
Tres mujeres copiloto obtuvieron victorias absolutas en el Campeonato Mundial de rally. Michèle Espinosi-Petit "Biché" obtuvo el Rally de Montecarlo de 1973 y el Rally de Córcega de 1974 junto a Jean Claude Andruet. Fabrizia Pons fue copiloto de Mouton, con quien ganó cuatro rallies y de Piero Liatti, con quien ganó una prueba. Isabelle Galmiche triunfó en el Rally de Montecarlo de 2022 como copiloto de Sébastien Loeb. 
En la última década del siglo XX y en la primera del siglo XXI destacaron además la venezolana Ana Goñi, copiloto de Stig Blomqvist, la sueca Tina Turner, copiloto de diferentes pilotos destacados como Kenneth Eriksson, Isolde Holderied (con quien alcanzó el subcampeonato del grupo N en 1994), Uwe Nittel, Mika Solberg, Mattias Ekström y Colin McRae, entre otros. También destacaron las francesas Anne Chantal-Pauwels y Catherine François, copilotos de, entre otros, Francois Delecour y la mexicana Angélica Fuentes, quien ha obtenido numerosos triunfos, entre otros, el campeonato nacional de su país en 2002 como navegante de Carlos Izquierdo y la Carrera Panamericana con Gabriel Pérez en 2006 o el primer lugar en la categoría Vintage de la carrera Pikes Peak International Hill Climb con Doug Mockett en 2010.
En la segunda década del siglo XXI destacan la copiloto Sabrina de Castelli, navegante de Pierre Campana, la sueca Ramona Karlsson y su copiloto Miriam Walfridsson, participantes del PWRC, la ugandesa Susan Muwonge, primera mujer en ganar el campeonato nacional de su país, así como la canadiense Nathalie Richard, multicampeona en el campeonato de su país y en el de Estados Unidos, y la búlgara Ekaterina Stratieva, participante del campeonato europeo, del campeonato búlgaro y del IRC; Stratieva concluyó la temporada 2012 ocupando el primer lugar del Ranking Mundial de Mujeres Pilotos de Rally (Women World Rally Ranking), elaborado por la Asociación Internacional de Pilotos de Rally (International Rally Drivers Association, IRDA). Mientras en Oriente Medio destaca la iraní Laleh Seddigh por sus logros deportivos y, adicionalmente, por ser la primera mujer en competir contra hombres en su país desde la revolución de 1979 (no solo en el automovilismo, sino en todos los deportes, en general), en Argentina destacan las hermanas Cutro, Nadia y Florencia, quienes han conquistado varios campeonatos entrerrianos y son la única tripulación femenina del campeonato nacional de su país. En Inglaterra destaca Louise Cook, quien en 2012 se convirtió en la primera mujer en alcanzar un podio en el PWRC.

### Rally raid
La alemana Jutta Kleinschmidt ganó el Rally Dakar de 2001 entre otras competencias automovilísticas y motociclísticas de rally raid y fue segunda en el Campeonato Mundial de Rally Cross Country de 2000. Su compatriota Andrea Mayer ha alcanzado diversas posiciones corriendo con automóviles y con motocicletas en el Rally Dakar y en pruebas afines. Sin embargo, sus mejores resultados los ha obtenido en el motociclismo, con varios primeros lugares. En 2021, la española Cristina Gutiérrez se convirtió en la segunda mujer en ganar una etapa en la historia Rally Dakar (en su caso en la categoría de prototipos ligeros). En 2024, la española se convirtió en la segunda mujer en ganar el Rally Dakar mientras que Sara Price se convirtió en la tercera mujer en ganar una etapa. En 2025, la saudí Dania Akeel hizo lo propio en la categoría Challenger convirtiéndose en la cuarta mujer en conseguir una victoria de etapa.
En 2021 se estrenó la Extreme E, un campeonato de rally raid para parejas mixtas, donde cada piloto da una vuelta al circuito en cada carrera. Molly Taylor fue campeona en la edición inaugural.
| Nombre             | Categoría con mejor resultado   | Participaciones totales | Participaciones en la categoría en que obtuvo mejor resultado | Finalizados totales/Participaciones totales | Mejor resultado | Podios totales | Top 10 totales | Etapas ganadas totales |
| ------------------ | ------------------------------- | ----------------------- | ------------------------------------------------------------- | ------------------------------------------- | --------------- | -------------- | -------------- | ---------------------- |
| Jutta Kleinschmidt | Coches                          | 16                      | 13                                                            | 13/16                                       | 1.ª (2001)      | 4              | 7              | 10                     |
| Laia Sanz          | Motos                           | 15                      | 11                                                            | 14/15                                       | 9.ª (2015)      | 0              | 1              | 0                      |
| Anja van Loon      | Camiones                        | 3                       | 2                                                             | 3/3                                         | 8.ª (2025)      | 0              | 1              | 0                      |
| Elisabeth Kraft    | Quads (desde 2009)              | ?                       | ?                                                             | ?                                           | 8.ª (2009)      | ?              | ?              | ?                      |
| Camélia Liparoti   | SSVs (desde 2017)               | 16                      | 4                                                             | 13/16                                       | 5.ª (2018)      | 1              | 5              | 0                      |
| Cristina Gutiérrez | Prototipos Ligeros (desde 2021) | 9                       | 4                                                             | 7/9                                         | 1.ª (2024)      | 2              | 3              | 3                      |

## Otras disciplinas de automovilismo

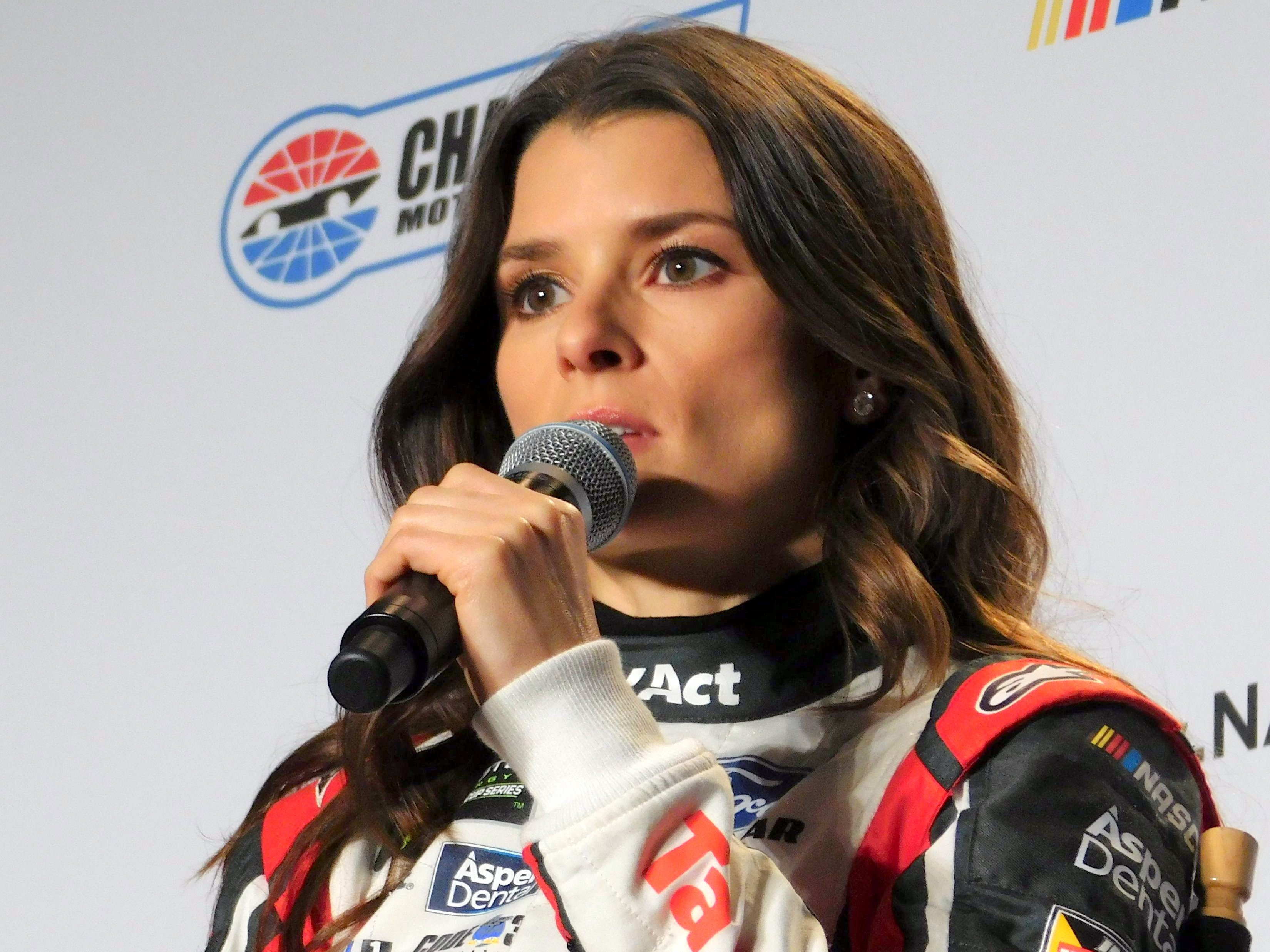
Danica Patrick, primera mujer en ganar una carrera de IndyCar Series.

En la Copa NASCAR estadounidense han participado 16 mujeres, destacándose Sara Christian, quien fue quinta en una fecha de 1949; Guthrie, que llegó sexta en una prueba en 1977; y Patrick, que logró siete top 10 y una pole position. Patrick también finalizó cuarta en una carrera de la NASCAR Nationwide Series 2011, mientras que Natalie Decker logró un quinto puesto en 2020.
En la organización de arrancones National Hot Rod Association, la primera mujer en ganar un evento nacional fue Shirley Shahan, quien triunfó en los Winternationals de 1966 en la clase Top Stock. Luego la siguieron Judi Boertman con la clase Stock de los Summernationals 1971, Judy Lilly en cuatro carreras de los Super Stock. Shirley Muldowney fue la primera mujer en competir en Top Fuel, la clase principal de la NHRA, quien ganó los títulos 1977, 1980 y 1982. Tiempo después se destacaron las hermanas Ashley Force Hood, Brittany Force (campeona 2017 de Top Fuel) y Courtney Force, así como Erica Enders-Stevens (campeona 2014, 2015 , 2019 y 2020 de Pro Stock), Angie Smith, Melanie Troxel y Hillary Will.

## Hitos
- Única piloto en puntuar en Fórmula 1: Lella Lombardi en el GP de España de 1975.
- Única piloto en ganar pruebas del Campeonato Mundial de Sport Prototipos / WEC: Desiré Wilson, 2 pruebas en 1980.
- Única piloto en ganar pruebas del Campeonato Mundial de Rally (como piloto): Michèle Mouton, 4 pruebas en 1981 y 1982.
- Única piloto en ganar Pikes Peak International Hill Climb: Michèle Mouton en 1985.
- Única piloto con victoria en el DTM: Ellen Lohr el 24 de mayo de 1992.
- Única piloto en ganar el Rally Dakar: Jutta Kleinschmidt en 2001.
- Única piloto con victoria en la IndyCar Series: Danica Patrick el 20 de abril de 2008.
- Única piloto en ganar la Copa Mundial de Rally Cross-Country de la FIA: Cristina Gutiérrez (categoría T3) en 2021.
- Única piloto en ganar pruebas del WEC (categoría LMGTE Am): Lilou Wadoux, 1 prueba en 2023.[36]
- Único equipo 100% femenino en ganar una prueba del WEC (categoría LMGTE Am): Iron Dames (Sarah Bovy, Michelle Gatting, Rahel Frey) el 4 de noviembre de 2023.[37]

## Motociclismo

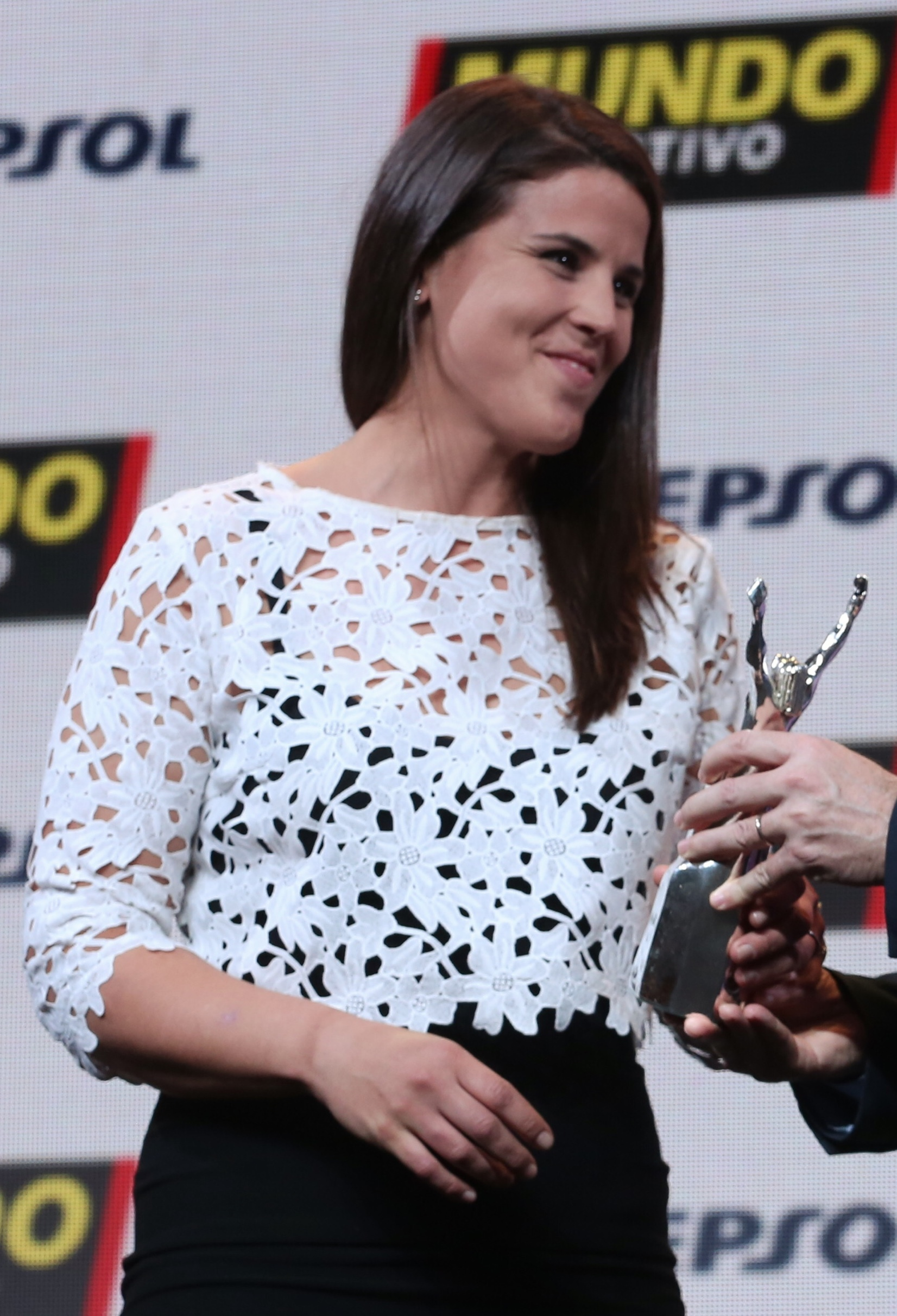
La española Laia Sanz, catorce veces campeona del mundo de trial y seis veces campeona del mundo de enduro.

La única mujer que participó en el Campeonato Mundial de Motociclismo en la clase principal (500 cc) fue la estadounidense Gina Bovaird, en el Gran Premio de Francia 1982. La alemana Katja Poensgen compitió en 250 cc en 2001 y sumó dos puntos. La finlandesa Taru Rinne (1988-1989) y la japonesa Tomoko Igata (1994-1995) sumaron varios puntos en la clase de 125 cc. La española Ana Carrasco (2013-) es la mujer más joven en debutar en el mundial con 16 años en Moto3 y terminando el campeonato en 21ª posición con 9 puntos. En 2017 ganó una carrera del Campeonato Mundial de Supersport 300 y en 2018 gana 2 carreras que le sirven para proclamarse campeona del mundo de Supersport 300 siendo la primera mujer en lograr un campeonato del mundo de motociclismo.
La alemana Lucy Glöckner estuvo a punto de convertirse en la primera mujer en participar en el Campeonato Mundial de Superbikes pero la prueba en la que iba a participar en 2020 se canceló. No obstante, Lady Lucy es la primera mujer que gana las 24 Horas de Le Mans de Motociclismo en 2019 (categoría Superstock) y también ostenta el tiempo más rápido por una mujer en el Pikes Peak International Hill Climb (9 min. 58 s.) en su victoria en categoría Exhibition Powersport en 2019, pilotando una BMW S 1000 R.
La alemana Inge Stoll fue acompañante en el la clase Sidecar en la década de 1950 y fue la primera mujer en pilotar una máquina en la TT Isla de Man en 1954. La británica Beryl Swain fue la primera en competir en la clase Solo del Isle of Man TT, en concreto en 50 cc Ultra-Lightweight en 1962. La primera en conseguir un podio en esa carrera fue Maria Costello en la clase Ultra Lightweight en 2005; además fue tercera en la clase 400 cc de las North West 200.
Los campeonatos mundiales y europeos de trial tienen una división femenina. La española Laia Sanz lleva 24 títulos entre ambos; además llegó novena absoluta en motocicletas en el Rally Dakar 2015.
Angelle Sampey ganó tres veces el campeonato de Pro Stock Motorcycle de la National Hot Rod Association entre 2000 y 2002.

## Otros roles

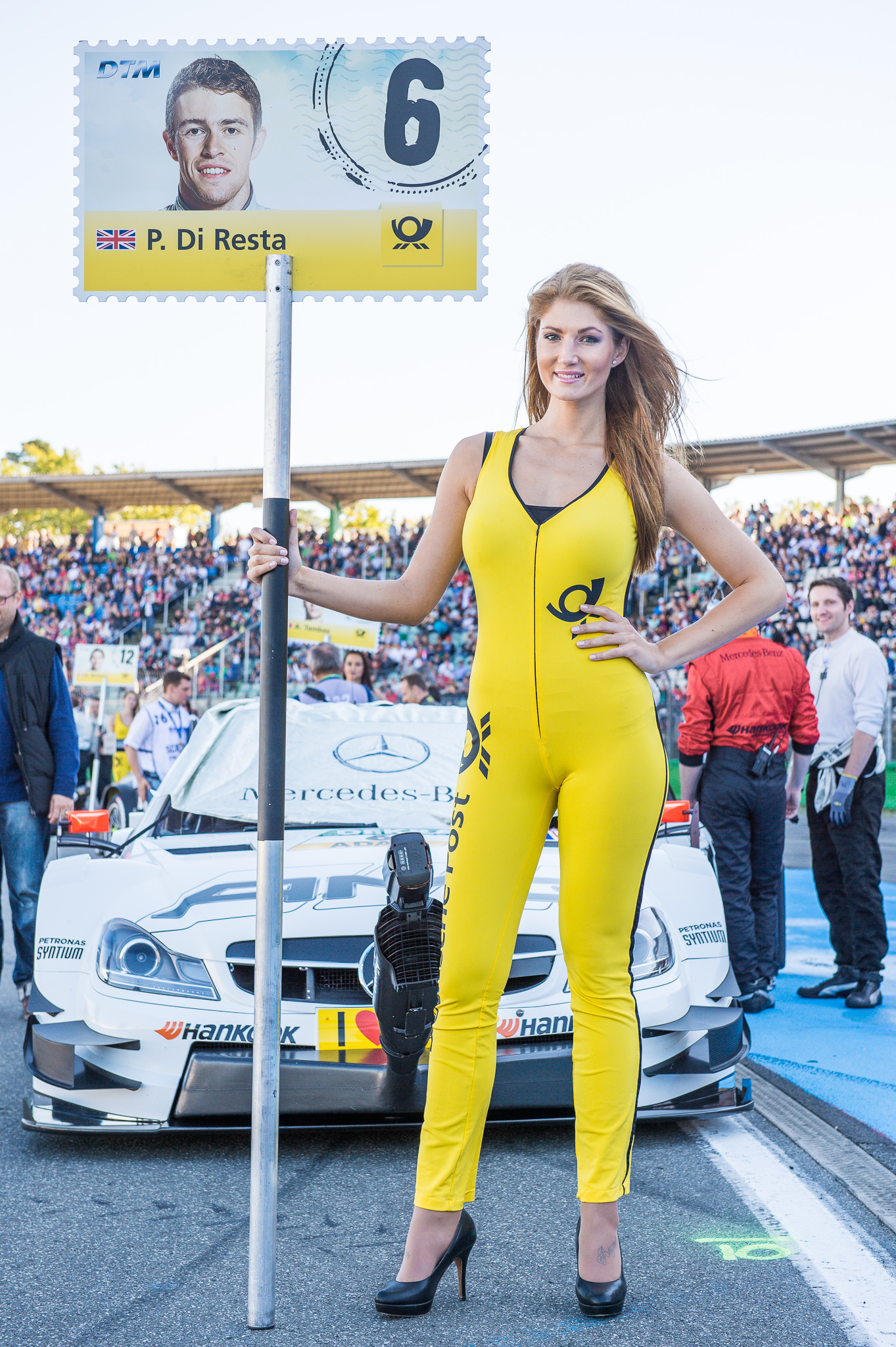
Una edecán escoltando el coche de Paul di Resta en el Hockenheimring, durante la temporada 2014 de la DTM.

La presencia de las mujeres también es escasa en la mayor parte de los roles del deporte motor. Donde sí han predominado es como promotoras publicitarias, acompañando a los pilotos, posando para fotógrafos y repartiendo material promocional.
Dentro de equipos, las mujeres se desempeñan mayoritariamente en funciones organizativas, como los departamentos de logística, relaciones públicas y administración. Por ejemplo, Monisha Kaltenborn fue miembro de la junta directiva, directora ejecutiva y jefa del equipo Sauber de Fórmula 1; Beth Paretta fue directora del programa deportivo de SRT; y Cathy Muller, expiloto y hermana del piloto Yvan Muller, ha sido gerente de Exagon.
Rara vez toman funciones técnicas, aunque hay excepciones. Marianne Hinson ha sido jefa de aerodinámica de los constructores de Fórmula 1 Force India, Caterham y McLaren. Leena Gade fue ingeniera de pista del equipo oficial de Audi en sport prototipos, con el cual ganó las 24 Horas de Le Mans de 2011, posteriormente trabajó en Bentley y en 2018 se incorporó a Schmidt Peterson. Teena Gade ha sido ingeniera de Williams, Mini World Rally Team y Force India. Kate Gundlach es ingeniera del equipo Ganassi de IndyCar, Andrea Mueller es ingeniera en el equipo Penske de la NASCAR Xfinity Series y la puertorriqueña Alba Colon dirige el programa de General Motors en la NASCAR.
Muchas esposas e hijas de dueños de equipo han asumido la gestión o propiedad del mismo una vez de que ellos se apartaran, retiraran, enfermaran o murieran. Es el caso de Teresa Earnhardt, esposa de Dale Earnhardt y presidente de Earnhardt Ganassi Racing; Claire Williams, hija de Frank Williams y jefa de equipo adjunta de Williams F1; y Catherine Crawford, hija de Max y Jan Crawford, es directora de Crawford Composites e ingeniera de Crawford Race Cars. En tanto, Soledad Prieto, hija del empresario del automóvil Héctor Prieto, es directora del equipo Colcar de rally raid. También hay mujeres que fundaron su propio equipo, como Sarah Fisher.
Las dirigentes de deportes de motor más notorias son estadounidenses. En la familia Hulman-George, propietarios del Indianapolis Motor Speedway, se encuentran Mary Fendrich Hulman, esposa de Tony Hulman; Mari Hulman George, hija de ambos; y sus hijas Nancy, Josie y Kathi George. En la familia France, dueños de la NASCAR, se destaca Lesa France Kennedy, hija de Bill France Jr. y presidente de la International Speedway Corporation.
Otra mujer destacada en el deporte motor ha sido Silvia Bellot, comisaria deportiva de la FIA.

## Comisión de Mujeres y Deporte Motor de la FIA
En mayo de 2010, la Federación Internacional del Automóvil creó la Comisión de Mujeres y Deporte Motor, que tiene como cometido facilitar la participación de las mujeres en todos los ámbitos del deporte motor. La mayoría de los miembros de comisión han sido mujeres, entre ellas la presidente de la comisión Michèle Mouton, la gerente de la misma, Frédérique Trouvé, las pilotos y copilotos Pons, Gachnang y Legge y las gerentes de equipos Kaltenborn y Muller.